# Sabulodes gorgophonaria
Sabulodes gorgophonaria là một loài bướm đêm trong họ Geometridae.